# 牛顿·D·贝克

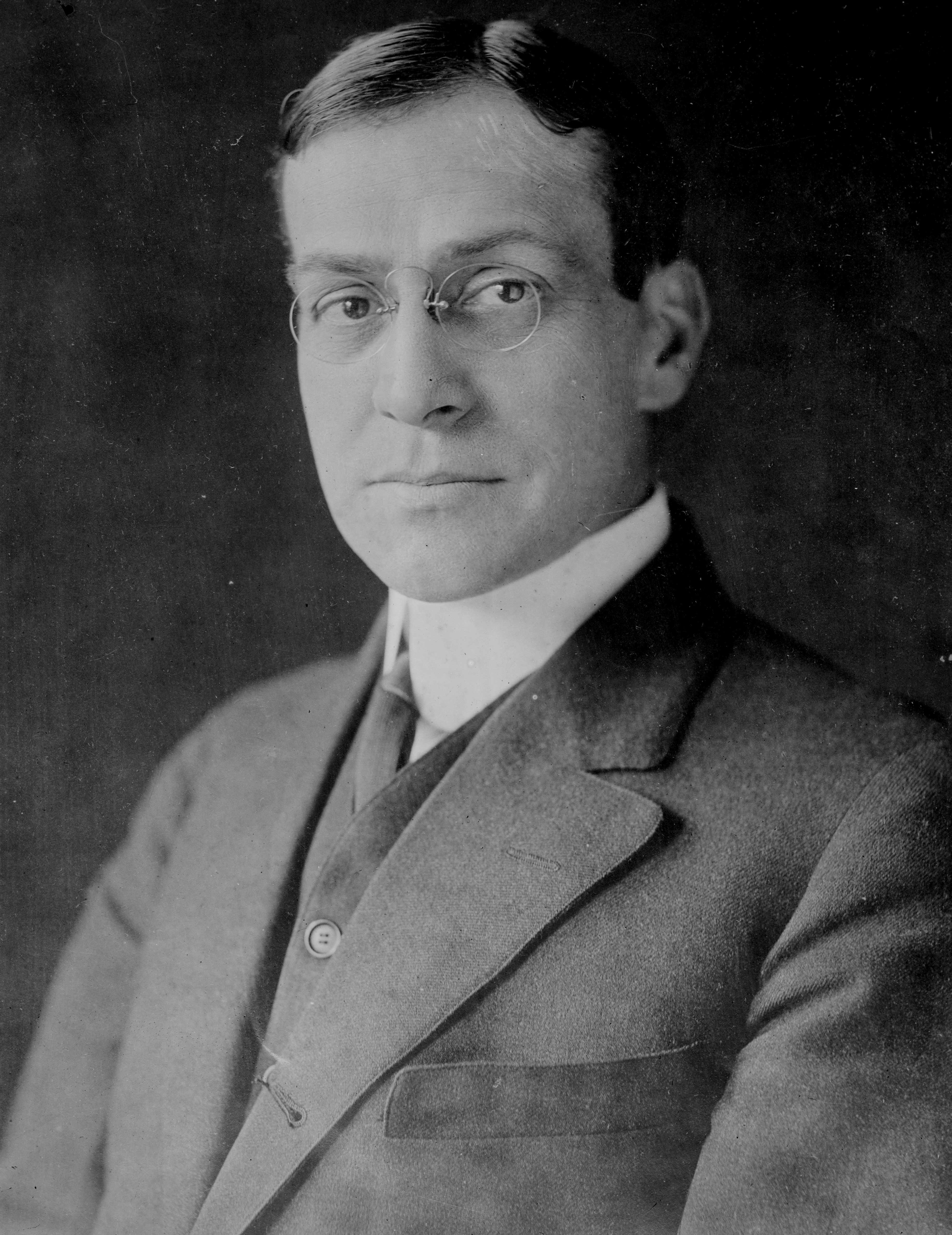
牛顿·D·贝克

小牛顿·迪尔·贝克（Newton Deihl Baker, Jr.，1871年12月3日—1937年12月25日），美国律师、政治家，美国民主党成员。

## 生平
1871年出生于西弗吉尼亚州马丁斯堡，曾任美国战争部长（1916年－1921年）。
1937年在俄亥俄州凯霍加县去世。